# Myriangium bauhiniae
Myriangium bauhiniae är en svampart som beskrevs av A. Pande 2008. Myriangium bauhiniae ingår i släktet Myriangium och familjen Myriangiaceae.   Inga underarter finns listade i Catalogue of Life.